# Meine Tochter lebt in Wien
Meine Tochter lebt in Wien ist ein deutscher Spielfilm des Regisseurs E. W. Emo aus dem Jahr 1940 in Schwarzweiß. Die Hauptrollen waren mit Hans Moser, Elfriede Datzig und Hans Olden besetzt worden. Das Drehbuch stammt von Fritz Koselka und beruht auf einer Idee von Curt Johannes Braun. Im deutschsprachigen Raum kam der Streifen zum ersten Mal am 4. Oktober 1940 in Berlin ins Kino.

## Handlung
Weil Gretl, die Tochter des Dorfkrämers Klaghofer, nicht den vom Vater auserwählten Gruberbauer ehelichen wollte, ist sie aus ihrem Elternhaus nach Wien „geflüchtet“ und hat heimlich ihren Verehrer Karl Ewald geheiratet. Beide arbeiten als Hauspersonal in der Villa des Badesalzfabrikanten Felix Fritsch. Das junge Paar erwartet sein erstes Kind. All diese Umstände sind Klaghofer fremd, hat er doch stets die Briefe seiner Tochter ungelesen verbrannt. Eines Tages jedoch erreicht ihn eine Postkarte, worauf Gretl vor „ihrer“ Villa in „ihrem“ Auto zu sehen ist. Dies veranlasst den Krämer, seine Tochter in der Großstadt aufzusuchen, um ihr nachträglich seinen väterlichen Segen zur Heirat zu erteilen. Als er in Wien ankommt, ist seine Tochter gerade außer Haus. Zusammen mit der jungen Frau ihres Arbeitgebers – sie dient ihrer Herrschaft als Stubenmädchen – hat sie die Villa verlassen. Marga Fritsch hat nämlich mit ihrem Gatten Streit bekommen, weil der aus seiner Junggesellenzeit noch eine Beziehung zu der Tänzerin Ada de Niel mitschleppt und seinen Kontakt mit ihr nicht brechen will. Als es Marga zu bunt wurde, zog sie kurzerhand – in Begleitung des Stubenmädchens – zu ihrer Tante Ottilie aufs Land.
Frau Kindermann, die Wirtschafterin der Villa, hält Klaghofer für den Vater der gnädigen Frau, und dieses Missverständnis löst eine Reihe von Verwicklungen aus: Klaghofer fertigt schroff einen Gläubiger des Badesalzfabrikanten ab. Dann fährt er zu der Tänzerin und nimmt ihr den Schmuck ab; denn seiner Meinung nach gehört dieser seiner Tochter. Seinen vermeintlichen Schwiegersohn kanzelt er wegen seiner Weibergeschichten ab und verlangt von ihm das Ehrenwort, sofort mit dem Fremdgehen Schluss zu machen. Als Marga Fritsch am Abend nach Hause kommt, wird sie von Klaghofer für eine Liebschaft seines Schwiegersohnes gehalten, und er jagt sie auf die Straße. Dann entdeckt er seine Tochter in den Armen von Felix Fritschs Chauffeur Karl Ewald, wodurch er schlussfolgert, dass auch sie ihren Gatten betrügt. Jetzt beschließt er, das sittenlose Haus zu verlassen; aber vorher sagt er noch dem Hausherrn gründlich seine Meinung und erteilt ihm eine Ohrfeige. Nach einem entsetzten Schrei seiner Tochter lösen sich nach und nach alle Missverständnisse in Wohlgefallen auf. Als Klaghofer dann noch erfährt, dass er bald Großvater wird, kann er seiner Gretl nicht mehr böse sein.

## Kritik
Das Lexikon des internationalen Films bemerkt lapidar, bei dem Streifen handle es sich um ein anspruchsloses Verwechslungslustspiel mit einer Paraderolle für Hans Moser. Der Evangelische Film-Beobachter gelangt zu einem ähnlichen Schluss: „Wiener Lustspiel um Enttäuschungen und Glück eines Provinzmädchens und ihres Vaters […] mit der üblichen Verwechslungskomik.“

## Quelle
- Programm zum Film: Das Programm von heute, erschienen im gleichnamigen Verlag in Berlin, Nr. 599